# Lasy Oliwsko-Darżlubskie
Lasy Oliwsko-Darżlubskie jako leśny kompleks promocyjny zostały utworzone w 1996 roku przez dyrektora Lasów Państwowych. Tworzą je dwa nadleśnictwa: Gdańsk i Wejherowo. Celem leśnego kompleksu jest łączenie funkcji produkcji drewna z ochroną przyrody, trwałością lasu, badaniami naukowymi i edukacją przyrodniczą. Łączna powierzchnia obszaru to ponad 40 tys. ha. Leśne kompleksy promocyjne nie posiadają odrębnej administracji: północna część kompleksu zarządzana jest przez Nadleśnictwo Wejherowo, część południowa przez Nadleśnictwo Gdańsk.
Lasy Oliwsko-Darżlubskie to głównie lasy liściaste (drzewa liściaste zajmują ponad 71% ogólnej powierzchni). Te drzewostany o nietypowym, podgórskim charakterze wymuszają prowadzenie złożonej gospodarki leśnej. 